# Polystichum dubium
Polystichum dubium là một loài thực vật có mạch trong họ Dryopteridaceae. Loài này được (H. Karst.) Diels miêu tả khoa học đầu tiên năm 1899.